# Taça dos Campeões Europeus de Hóquei em Patins de 1981-82
A Taça dos Campeões Europeus de Hóquei em Patins de 1981-82 foi a 17ª edição da Taça dos Campeões.
O FC Barcelona derrotou os italianos do Amatori Lodi na final, conquistando a sua 7.ª Taça dos Campeões, sendo esta a 5.ª seguida.

## Equipas participantes
| País               | Clube            | Classificação                                                     |
| ------------------ | ---------------- | ----------------------------------------------------------------- |
| Alemanha Ocidental | RESG Walsum      | Campeão da Liga Alemã-Ocidental de 1980/81                        |
| Bélgica            | Royal Sunday     | Wild card                                                         |
| Espanha            | FC Barcelona     | Campeão Europeu de 1980/81 e Campeão da Liga Espanhola de 1980/81 |
| Espanha            | CE Noia          | 2.º lugar da Liga Espanhola de 1980/81                            |
| França             | RS Gujan-Mestras | Campeão da Liga Francesa de 1980/81                               |
| Inglaterra         | Southsea RHC     | Campeão da Liga Inglesa de 1980/81                                |
| Itália             | Amatori Lodi     | Campeão da Liga Italiana de 1980/81                               |
| Países Baixos      | RC Lichtstad     | Campeão da Liga Neerlandesa de 1980/81                            |
| Portugal           | SL Benfica       | Campeão da Liga Portuguesa de 1980/81                             |
| Suíça              | Vevey HC         | Campeão da Liga Suíça de 1980/81                                  |

## Jogos

### 1ª Eliminatória
| Equipa 1     | Total | Equipa 2      | 1.ª Mão | 2.ª Mão |
| ------------ | ----- | ------------- | ------- | ------- |
| Amatori Lodi | 24-0  | Southsea RHC  | 17-0    | 7-0     |
| CE Noia      | 10-5  | Gujan-Mestras | 7-1     | 3-4     |

### Fase Final
|  | Quartos-de-final | Quartos-de-final | Quartos-de-final | Quartos-de-final |              |              | Meias-finais | Meias-finais | Meias-finais |  |              | Final | Final | Final |
|  |                  |                  |                  |                  |              |              |              |              |              |  |              |       |       |       |
|  | 1                | FC Barcelona     | 10               | 4                |              |              |              |              |              |  |              |       |       |       |
|  | 8                | RESG Walsum      | 4                | 2                |              |              |              |              |              |  |              |       |       |       |
|  | 8                | RESG Walsum      | 4                | 2                |              | FC Barcelona | 11           | 2            |              |  |              |       |       |       |
|  |                  |                  |                  |                  |              | FC Barcelona | 11           | 2            |              |  |              |       |       |       |
|  |                  | SL Benfica       | 2                | 4                |              |              |              |              |              |  |              |       |       |       |
|  | 4                | SL Benfica       | 2                | 4                | Royal Sunday | 0            | 4            |              |              |  |              |       |       |       |
|  | 4                |                  |                  |                  | Royal Sunday | 0            | 4            |              |              |  |              |       |       |       |
|  | 5                | SL Benfica       | 4                | 15               |              |              |              |              |              |  |              |       |       |       |
|  | 5                | SL Benfica       | 4                | 15               |              |              |              |              |              |  | FC Barcelona | 4     | 6     |       |
|  |                  |                  |                  |                  |              |              |              |              |              |  | FC Barcelona | 4     | 6     |       |
|  |                  | Amatori Lodi     | 1                | 4                |              |              |              |              |              |  |              |       |       |       |
|  | 3                | Amatori Lodi     | 1                | 4                | Vevey HC     | 3            | 1            |              |              |  |              |       |       |       |
|  | 3                |                  |                  |                  | Vevey HC     | 3            | 1            |              |              |  |              |       |       |       |
|  | 6                | CE Noia          | 6                | 12               |              |              |              |              |              |  |              |       |       |       |
|  | 6                | CE Noia          | 6                | 12               |              | CE Noia      | 4            | 4            |              |  |              |       |       |       |
|  |                  |                  |                  |                  |              | CE Noia      | 4            | 4            |              |  |              |       |       |       |
|  |                  | Amatori Lodi     | 3                | 8                |              |              |              |              |              |  |              |       |       |       |
|  | 2                | Amatori Lodi     | 3                | 8                | RC Lichtstad | 3            | 1            |              |              |  |              |       |       |       |
|  | 2                |                  |                  |                  | RC Lichtstad | 3            | 1            |              |              |  |              |       |       |       |
|  | 7                | Amatori Lodi     | 2                | 8                |              |              |              |              |              |  |              |       |       |       |
|  | 7                | Amatori Lodi     | 2                | 8                |              |              |              |              |              |  |              |       |       |       |

### Quartos-de-final
| Equipa 1     | Total | Equipa 2     | 1.ª Mão | 2.ª Mão |
| ------------ | ----- | ------------ | ------- | ------- |
| FC Barcelona | 14-6  | RESG Walsum  | 10-4    | 4-2     |
| Royal Sunday | 4-19  | SL Benfica   | 0-4     | 4-15    |
| Vevey HC     | 4-18  | CE Noia      | 3-6     | 1-12    |
| RC Lichtstad | 4-10  | Amatori Lodi | 3-2     | 1-8     |

### Meias-finais
| Equipa 1     | Total | Equipa 2     | 1.ª Mão | 2.ª Mão |
| ------------ | ----- | ------------ | ------- | ------- |
| FC Barcelona | 13-6  | SL Benfica   | 11-2    | 2-4     |
| CE Noia      | 8-11  | Amatori Lodi | 4-3     | 4-8     |

### Final
| Equipa 1     | Total | Equipa 2     | 1.ª Mão | 2.ª Mão |
| ------------ | ----- | ------------ | ------- | ------- |
| FC Barcelona | 10-5  | Amatori Lodi | 4-1     | 6-4     |

| Campeão Europeu 1981-82   |
| ------------------------- |
|                           |
| FC Barcelona (7.º título) |

### Internacional
- Ligações para todos os sítios de hóquei
- Mundook- Sítio com notícias de todo o mundo do hóquei
- Hoqueipatins.com - Sítio com todos os resultados de Hóquei em Patins